# Copidosoma juliae
Copidosoma juliae är en stekelart som beskrevs av Svetlana N. Myartseva 1986. Copidosoma juliae ingår i släktet Copidosoma och familjen sköldlussteklar. Inga underarter finns listade i Catalogue of Life.